# Chengxiang (köping i Kina, Guangxi, lat 22,27, long 109,99)
Chengxiang (kinesiska: 城厢镇, 城厢) är en köping i Kina. Den ligger i den autonoma regionen Guangxi, i den södra delen av landet, omkring 180 kilometer öster om regionhuvudstaden Nanning.
Genomsnittlig årsnederbörd är 2 340 millimeter. Den regnigaste månaden är augusti, med i genomsnitt 371 mm nederbörd, och den torraste är januari, med 31 mm nederbörd.